# Monestir de Sant Pere del Bosc
El Monestir de Sant Pere del Bosc o Monestir de Sant Pere del Puig es troba al Parc de la Serralada Litoral, concretament a la Roca del Vallès (el Vallès Oriental).

## Descripció
L'àrea ocupada per aquest petit monestir (regentat antigament per una petita comunitat de l'orde benedictí i depenent de Sant Pere de les Puel·les de Barcelona) està força coberta de vegetació, però s'hi pot endevinar un perímetre de murs exteriors d'aproximadament 40 x 13 m. En els fragments de mur, estrets, alts i miraculosament dempeus, hi ha petites finestres de mides variables. També es pot veure una cavitat subterrània de parets de pedra que podria ésser la cisterna, ja que al voltant hi ha fragments de pedra treballada que semblen l'ampit d'una bassa o safareig. La resta més singular de tot el conjunt és un dels brancals d'un portal adovellat en el qual encara hi ha tres dovelles de bella factura.
No hi ha gaire informació sobre aquestes restes, però la fitxa de l'inventari del Patrimoni Arquitectònic del Parc i del Catàleg de la Roca del Vallès diu el següent:
| « | Restes de murs de paredat comú i part d'un portal adovellat del que sembla que va ser un petit edifici monacal. El recinte exterior sembla de planta rectangular amb zones de murs de pedra de paredar de mida mitjana i disposada en filades horitzontals. Sembla que entre els anys 1340 i 1421 hi vivien monges regides per una prioressa. Molt probablement, quan el dexaren es va edificar l'origen de l'actual Can Santpere. | » |

Les primeres dades documentals que es recullen del monestir són del 1306 i sembla que degué entrar en decadència a principis del segle xv, ja que les darreres dades conegudes són del 1513. El Butlletí del Centre Excursionista de Catalunya de l'any 1893 dona informació de la imatge (avui perduda) que es venerava a la capella:
| « | La imatge és petita, tenint 28,5 centímetres d'alsada. La Verge té lo cap entregirat mirant al Nen Jesús, sentat en son bras esquerra. La base poligonal, és de vuit cares. Lo cos és curt i desproporcionat i los plechs de sos ropatges, treballats y amples. Al que sembla, pertant a la segona meitat del s. XV, i tot en ella acusa lo Renaixement. | » |

## Accés
És ubicat a la Roca del Vallès: cal sortir de la Roca cap a Òrrius per la BV-5106 i abans del PK 1 localitzem, a l'esquerra i senyalitzada en un pal, l'entrada a Can Galderic (Balderic segons nomenclàtor). A la dreta del mur de pedra amb tanca de malla de filferro, surt una pista barrada als vehicles per una cadena. La prenem i pugem 220 m fins a trobar una línia de telèfon que la travessa perpendicularment (no confondre amb la línia elèctrica que trobem al principi). Ací deixem la pista i pugem per sota de la línia fins a la carena. Just a l'esquerra del pal de telèfon més alt, trobarem les restes amagades entre la vegetació. Coordenades: x=444479 y=4603295 z=230.